# Walter Yonge (2e baronnet)
Pour les articles homonymes, voir Walter Yonge (3e baronnet) et Yonge.
Walter Yonge, 2e baronnet (vers 1625 – 21 novembre 1670) de Great House, Colyton, et de Mohuns Ottery, tous deux situés à Devon, est député de Honiton (1659), de Lyme Regis (1660) et de Dartmouth (1667-1670).

## Biographie

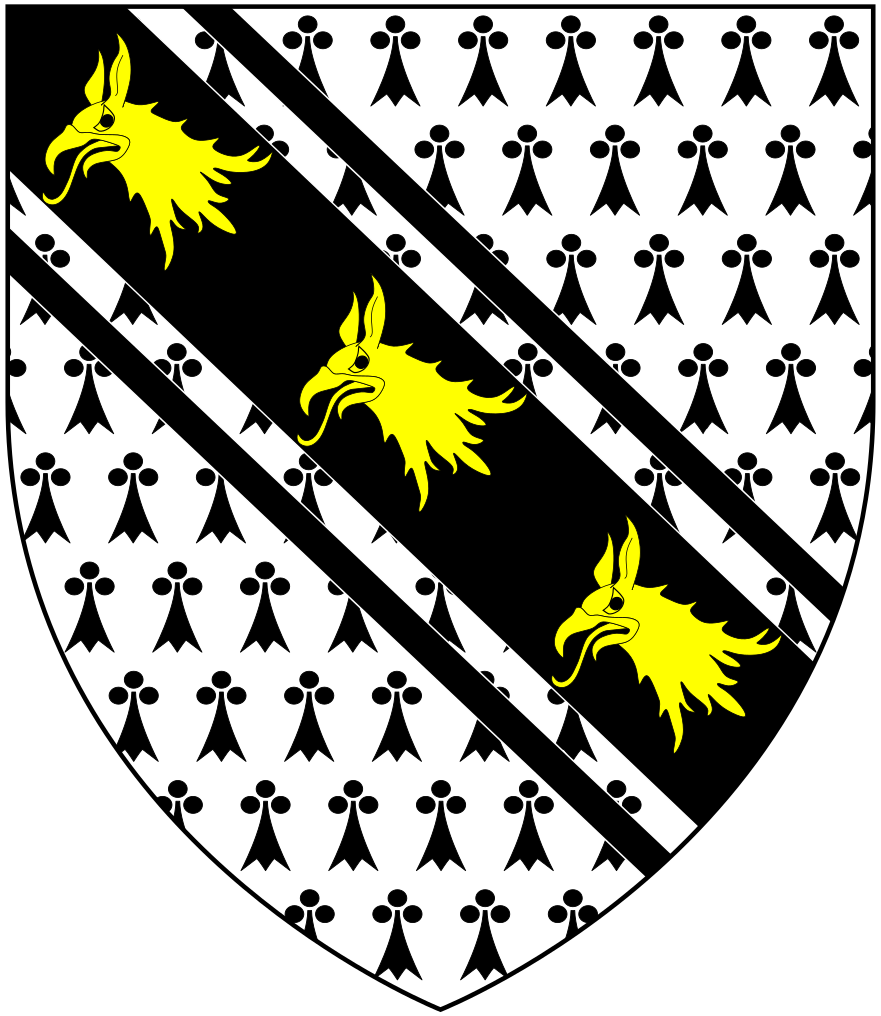
Armoiries de Yonge

Il est le fils et l'héritier de John Yonge (1er baronnet) (1603-1663) de Colyton et de son épouse Elizabeth Strode, fille de William Strode (1562-1637) (en) de Newnham dans la paroisse de Plympton St Mary, Devon, sept fois député, pour le Devon en 1597 et 1624, pour Plympton Erle en 1601, 1604, 1621 et 1625 et pour Plymouth en 1614, le shérif de Devon 1593-4 et lieutenant adjoint de Devon en 1599.
Il fait ses études à Leyde et à Inner Temple. En 1659, il est élu membre du Parlement pour Honiton Devon, et en 1660 pour Lyme Regis, Dorset, au Parlement de la Convention. À la mort de son père en 1663, il hérite du titre de baronnet. En 1667, il est élu député de Dartmouth, dans le Devon, et siège jusqu'à sa mort en 1670.

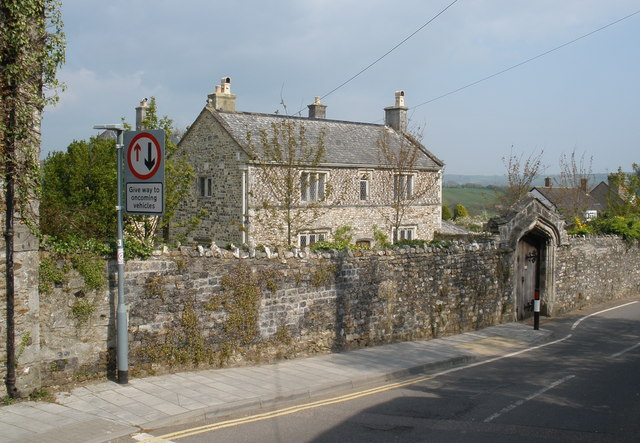
Great House, South Street, Colyton, siège de la famille Yonge. Début du XVII, plan en forme de U, éventuellement vestige d'un bâtiment précédent

Il achète le manoir de Mohuns Ottery dans l’intention de déménager de Colyton, mais il est décédé avant l’achèvement de la construction de son nouveau manoir. Selon l'historien du Devon Polwhele (décédé en 1838), il "commençait à s'installer dans l'ancien manoir de Mohuns Ottery, dans la paroisse de Luppitt, près d'Ottery, mais Sir Walter Yonge, prenant goût à la situation d'Escot, rachète et a immédiatement commencé à construire le siège actuel " . C'était son fils et héritier, Walter Yonge (3e baronnet) (1653-1731), qui construisit vers 1680 la maison Escot dans la paroisse de Talaton, dans le Devon.

## Mariage et descendance
En 1649 il épousée Isabel Davie (décédée en 1673), fille de John Davie (1er baronnet) (c. 1589-1654) de Creedy dans la paroisse de Sandford, Devon, député de Tiverton 1621–22 et du shérif de Devon (1629-30). Par sa femme, il a quatre fils et neuf filles, notamment:
- John Yonge (1651-1668), fils aîné et héritier présomptif décédé avant son père, célibataire.
- Walter Yonge (3e baronnet) (1653-1731), héritier [1]
- Francis Yonge (1655-1673) [7]
- Charles Yonge (né en 1658)
- Isabella Yonge (née en 1650), qui épouse Richard Duke (1652-1733) (en) seigneur du manoir d'Otterton, dans le Devon, quatre fois député d'Ashburton, 1679, 1695, 1698 et 1701.